# Get Back (canción de The Beatles)
«Get Back» es una canción de la banda de rock británica The Beatles, escrita principalmente por Paul McCartney, pero acreditada a Lennon-McCartney.  
El sencillo fue lanzado el 11 de abril de 1969 y los créditos son compartidos con Billy Preston. También es la última pista del álbum Let It Be lanzado en 1970.
El sencillo alcanzó el n.º 1 en el Reino Unido, Estados Unidos, Canadá, Australia, Francia, Alemania Federal y en México, siendo el único sencillo (junto con el lado B» Don't Let Me Down») donde comparten créditos con otros artistas (Preston).

## Lanzamientos

### Sencillo
El 11 de abril de 1969 Apple Records lanza el sencillo para el Reino Unido junto con "Don't Let Me Down" en la cara-B. El sencillo permaneció diecisiete semanas en las listas y el 26 de abril alcanzó el tope de la lista, puesto que mantendría durante seis semanas. Este es el único sencillo de The Beatles que entra a las listas como n.º 1.
En Estados Unidos, el sencillo apareció un 5 de mayo, junto con "Don't Let Me Down". Cinco días después estaba en el lugar 12 de la lista. Dos semanas después la canción alcanzó el primer puesto, lugar que conservó durante cinco semanas.
La versión del sencillo tiene un eco en toda la cinta y una variación en la letra: "Get back Loretta / Your mommy's waiting for you / Wearing her high-heel shoes / And her low-neck sweater / Get back home, Loretta." Esta variación no aparece en la versión del álbum Let It Be , lanzado hasta mayo de 1970, sino que cuenta con un final truncado intencionalmente. 
El sencillo como tal aparece por primera vez en un LP en el recopilatorio 1967/1970 - Disco 2. También aparece en el Past Masters, Volume Two.

### Let It Be
Cuando Phil Spector llegó a mezclar la canción decidió hacer una versión diferente a la que se lanzó como sencillo. En la versión del álbum se añaden conversaciones para mostrarla como una sesión en vivo de la grabación. Spector incluye la conversación antes de registrarla (27 de enero) y agregó el cierre del concierto de la azotea. En el álbum la canción la hacen parecer como una versión en vivo, creando la impresión de una versión única y de tomas diferentes. El eco que aparece en el sencillo también fue retirado.

### Let It Be... Naked
En 2003 reapareció "Get Back" en el álbum Let It Be... Naked, remezclado con productores independientes, junto con los Beatles sobrevivientes Paul McCartney y Ringo Starr, y con las viudas de John Lennon y George Harrison. La versión "desnuda" de la canción es un limpiado a la versión del sencillo, y más corta, ya que hay un fade out al final.

### Love
En 2006 apareció una nueva mezcla de la canción producida por George Martin y su hijo Giles incluida en el álbum Love. Esta versión incorpora elementos de "A Hard Day's Night" (la intro de cuerdas) y "The End" (solo de batería de Ringo y pequeños fragmentos de solos de guitarra)

## Créditos[4]
The Beatles
- Paul McCartney — voz principal y bajo (Höfner 500/1 63´).
- John Lennon — guitarra líder (Epiphone Casino) y armonía vocal.
- George Harrison — guitarra rítmica (Fender Rosewood Telecaster).
- Ringo Starr — batería (Ludwig Hollywood Maple).

Músicos adicionales
- Billy Preston — piano eléctrico (Fender Rhodes).

## Posición en las listas
| Año  | País           | Lista               | Posición | Semanas N.º 1 | Semanas en lista |
| ---- | -------------- | ------------------- | -------- | ------------- | ---------------- |
| 1969 | Reino Unido    | Record Retailer     | 1        | 6             | 17               |
| 1969 | Reino Unido    | New Musical Express | 1        | 5             |                  |
| 1969 | Reino Unido    | Melody Maker        | 1        | 5             | 13               |
| 1969 | Estados Unidos | Billboard Hot 100   | 1        | 5             | 12               |
| 1969 | Estados Unidos | Record World        | 1        | 4             |                  |
| 1969 | Estados Unidos | Cash Box            | 1        | 5             |                  |

## Versiones
En 2014 el cantautor italiano Mango realizó una versión del tema junto a su hija Angelina Mango, que aparece en el álbum L'amore è invisibile.